# بيلي (آن)
بيلي (بالفرنسية: Belley)‏ هي بلدية فرنسية تقع في إقليم آن في فرنسا. رمز إنسي لها هو:1034. أما الرمز البريدي لها فهو: 1300.

## توأمة
لبيلي (أين) اتفاقيات توأمة مع:
- ميرينغ

## أعلام
- ماكسيم بويه
- جورج بيلمونت
- ساندرين بايلي
- ستيفان بروي